# Solveira (Viana del Bollo)
Solveira (llamada oficialmente Santo Adrao de Solbeira) es una parroquia y un lugar del municipio español de Viana del Bollo, en la provincia de Orense, Galicia.

## Toponimia
La parroquia también es conocida por los nombres de San Adrián de Solbeira y San Adrián de Solveira.

## Organización territorial
La parroquia está formada por dos entidades de población:
- Seoane de Arriba
- Solveira  (Solbeira)

## Demografía

### Parroquia
| Gráfica de evolución demográfica de Solveira (parroquia) entre 2000 y 2023 |
|                                                                            |
| Datos según el nomenclátor publicado por el INE.                           |

### Lugar
| Gráfica de evolución demográfica de Solveira (lugar) entre 2000 y 2023 |
|                                                                        |
| Datos según el nomenclátor publicado por el INE.                       |